# ビデンデンのおとめ

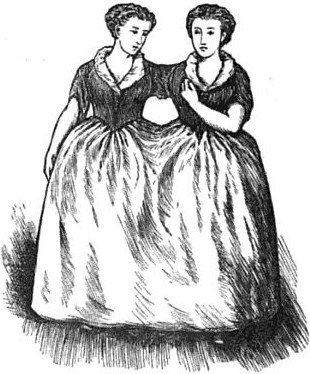
1869年に描かれたビデンデンのおとめ

メアリとエリザ・チャルクハースト（Mary and Eliza Chulkhurst）は1100年にイギリス、ケント州のビデンデンで生まれたと考えられている結合双生児である。広くビデンデンのおとめ(Biddenden Maids)という名でも知られ、肩と腰がつながったまま34歳まで生きたと伝えられている。パンとチーズのくに(The Bread and Cheese Lands)として知られる5つの地所を村に遺贈し、復活祭ごとにそこで得られた利益を元手にして貧しい人々へ食べ物と飲み物がふるまわれた。少なくとも1775年にはビデンデンのケーキと呼ばれる固焼きビスケットがともに供されるようになり、そこには2人のつながった女性の姿が型押しされていた。
食べ物と飲み物は毎年配られていたが、それが知られるようになったのは1605年になってからのことで、この姉妹の物語に至っては1770年以前の記録をたどることができない。そしてビデンデンのケーキに押された女性たちの図柄にはもともとこの姉妹の名が刻まれているわけではなかった。そのためメアリとエリザ・チャルクハーストという名前が再び人々の口にのぼるのは19世紀初めまで待たなければならない。

## 異説
- 歴史家のエドワード・ヘイステッドは、ビデンデンのおとめたちの物語を民俗学的には作り話だと軽くあしらい、ビスケットに押された絵柄も本来は、貧しい2人の女たちであり、身体が繋がった双子の物語はそれを伝えるために考えだされた「土俗の昔話」だと主張した。

- 有名な歴史家であるロバート・チェンバースもこの伝説が事実である可能性を認めつつ、それはありそうにないことだと述べている。19世紀に入ってもこの伝説の大本に迫ろうとする研究はわずかなものだった。こうした歴史家たちの疑いの眼とは裏腹に、その頃にはこの伝説はますます有名になっており、復活祭の日ともなると、ビデンデンの村は騒々しい旅行者たちで溢れかえった。20世紀も間近になると歴史家たちは、再び双生児の物語の起源を調べはじめる。その結果、つながっているのは腰の所だけだったとはいえ、双子たちが本当に実在したということがわかり、メアリとエリザが生きたのも12世紀ではなく16世紀のことだった。

- 1907年、パンとチーズのくには住宅地として売りに出されたため、毎年ふるまわれる食事にも余裕がでてきた。ビデンデンの夫を亡くした妻たちや年金で暮らす人々には復活祭になるとパンとチーズが紅茶を添えて供され、クリスマスにはお金が配られるようになる。そしてそこを訪れる人々にとってお土産の品になったビデンデンのビスケットは、今も村の貧しい人々への贈り物のままである。

## 伝説
言い伝えによれば、メアリとエリザ・チャルクハーストが生まれたのはケント州ビデンデンのわりと裕福な家庭だった  。1100年のことである  。2人は肩と腰の両方がつながっていたという。そのままの姿で成長した双子は「時々、取っ組みあいになるほどの喧嘩をしていた」といわれている。34歳のときメアリは突然亡くなり、医者から身体を切り離す手術を勧められたエリザはきっぱりと断った。「一緒にやってきたんだから、一緒にやっていくわ」という言葉を残して、エリザはその6時間後に息を引き取った。遺言によって、姉妹がビデンデンに有していた20エーカーほどの土地はその区域にあった教会へと譲り渡され、毎年の復活祭にはそこから入る（2人が亡くなったときには年6ギニーといわれる）収益をもとにパンとチーズ、ビールが貧しい人々へ分け与えられた 。そのときからこの村はパンとチーズのくにとして知られるようになったのである。

## 歴史

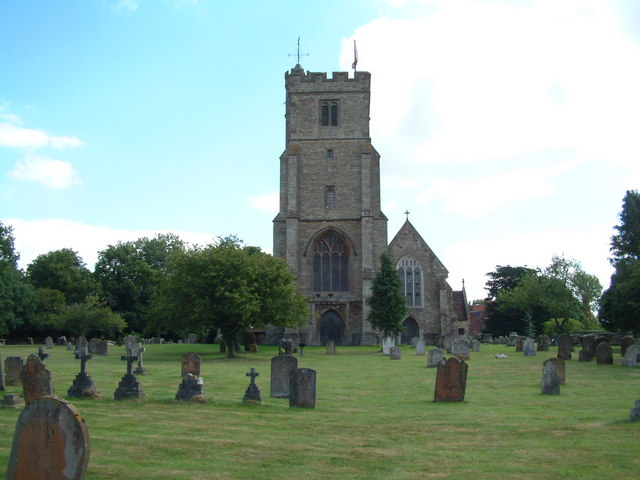
ビデンデン教会

ビデンデンの教区委員たちはパンとチーズのくにでの慈善事業を永らえさせてきた。1605年の記録では、「復活祭においては、我々の牧師の手により教区に住まう人々へパン、チーズ、ビスケットがふるまわれ、さらにはビールの樽がいくつか持ち込まれ、栓が抜かれる習わし」があったが、カンタベリー大主教の訪問を受けて延期となった。かつて行われたこの催しで「粗野な人間がもとで大変な騒動がもちあがり、そのとき我々は一時も気の休まることがなかった」ためである。1645年には教区司祭ウィリアム・ホーナーがパンとチーズのくには教区教会の畑地（教区の司祭に信託される土地）であると述べて、監督下に置こうとした 。こうしてパンとチーズのくには教役者倫理委員会の審議に附されたが、1649年に至って、ついにこの慈善事業を肯定する評決が下った 。ホーナーは1656年に財務裁判所にも提訴しているが、やはり彼の望む結果にはならず、施しのために土地はその教区委員の裁量に任され、毎年の復活祭の行事は続いたのだった。一連の訴訟に立ち会った人間が証言するには、そこで土地は「その身体を共にして育った」2人の女性から譲渡されたものだという陳述があった。しかし彼女たちの名前が挙がることはなかった。
1861年には例年の施しがこの「無秩序と不作法」のためにカンタベリー大主教まで裁判に関わることになるのではないかと危ぶまれた。そこで施しは教会内ではなく、建物の車寄せの所で行うこととなった。
1770年には、年ごとの施しが復活祭の勤行が終わった正午過ぎにただちに行われたとの記録がある。パンとチーズのくにから上がる収入は年20ギニーに昇り、以前と比べるとはるかに多くの食料を供することができた。この頃になるとパンやチーズ、ビールとともに「ビデンデンのケーキ」として知られる固いロールパンが教会の屋根から人々にまかれるようになった 。それにはある姉妹の姿が成形されていたのである。このビデンデンのケーキは小麦粉と水を練ったものを平らに固く焼いたものだったが、「とても食欲をそそる」ようなものではなかった。ある作家は1860年に「ビスケット風の板」と表現している。

## 伝説の起源

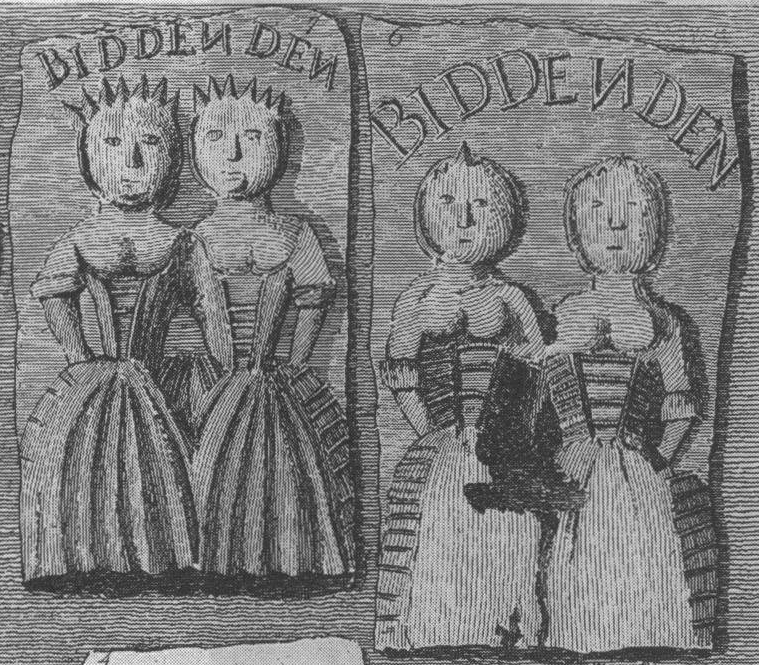
ビデンデンのビスケットの中で姉妹の絵柄も残っている最古のものは1775年になる。身体が繋がっているらしきことが分かるのみで、名前も年齢も1100年という数字についても示されていない。2枚の長方形をしたビスケットの片方は明らかに肩の所がつながった2人の女性がデザインされ、2枚目では肘の所がふれあい、つながっているらしきことがみてとれる

この慈善事業の存在は1656年には有名になっていたにも関わらず、ビデンデンのおとめたちの伝説についての文章は最も古いものでも1770年8月に出版された「ジェントルマンズ・マガジン」の記者が無署名ながら残した文章がある程度である 。この記事によれば双子の身体でつながっているのは腰の所だけで、肩については触れられておらず、伝説よりも幾分長生きをしたことになっている 。そして彼女たちの名前は記録がなく、「ビデンデンのおとめ」とだけ知られているとはっきり述べられていた 。匿名の記者は教区で毎年のように供されたその地のビスケットにまつわる物語を並べたて、この催しが非常に古くからあると書きながら、一方でそれが全く確かなことであることは疑う余地がないものだとしている 。1790年以前の習わしについての文章に共通することだが、記者は近代まで伝えられていた1100年生まれだということやチャルクハーストという姓については語らない。こういった細かな情報がはじめて見られるのは1790年に発行されたブロードサイド（片面刷りの判型の大きな印刷物）である。1775年のアンティーク・レパートリーが姉妹は「言い伝えにあるように250年前に生を営んでいた」と述べている 。この一文に添えられたビデンデンのビスケットに描かれているのは、おそらくは身体のつながった、二人の女性だということがわかる。しかし名前も、生年月日や年齢も不明なままだった。
歴史家のエドワード・ヘイステッドによる1798年に出版された大著「ケント州の歴史と地誌学的調査」はビデンデンの伝説はとるに足りない言い伝えだとしている。パンとチーズのくにはプレストンという名の二人の女性が寄贈したものだと書かれ（しかし別の箇所では地所を「誰が寄贈したのかは定かではない」と述べている） 、またビデンデンのビスケットに2人の女性が象られるようになってまだ50年に過ぎないとヘイステッドはいう（つまり1748年ということだ）。そしてこの絵柄は「慈善事業を行っていた人々の一般的なイメージであるところの2人の貧しい寡婦」を表そうとしたのだと続く。だがそうなると言い伝えにあるパンとチーズのくにを教区へと遺贈した結合双生児が20年代に亡くなったはずだが、ヘイステッドによればそれも「土俗の昔話」ということになる。
ヘイステッドの主張を大筋で認めていたのが影響力の強かった歴史家ロバート・チェンバースであり、やはり彼女たちの物語は概して民俗学的な昔話として扱われている  。1869年発行の「ブリティッシュ・メディカル・ジャーナル」に寄稿された文章が指摘するところでは、そのような姓をもつ人間は12世紀のケント州には存在せず、当時の英語は1と5の書法が紛らわしいため、正しい生年は1500年である可能性があることになる 。ある時からビデンデンのおとめは結合双生児であるという考えが徐々に広まりはじめ、とりわけチャンとエンのブンカー兄弟が身体のつながった双子としてある程度の年齢まで生き、わりあい平凡な人生を送ったことが知られるようになってから顕著な傾向がみられた。「ノート・アンド・クワイアリー」誌は1866年にビデンデンに関する資料を綿密に調査し、編集者はヘイステッドの下した結論が「非常にあいまいで不十分」かつ「エリザとメアリ・チャルクハースト」という名前がどうしてペストン家を記念したビスケットのデザインにつけられているのかと疑問を投げかけている。だがさらに踏み込んだ調査は行われなかった。

## 慈善事業の拡大
復活祭の日におこなわれる施しが本格的になると、その慈善事業の存在も広く知られるようになった。1808年には双子の姿を描いた木版画や彼女たちにまつわる短い昔話をのせたブロードサイドが、復活祭に食べ物を配っている教会のそばで売られていた。ここではじめて「エリザとメアリ・チャルクハースト」という名前が登場し、ビデンデンのビスケットを模した粘土細工が土産ものとして販売されている。
簡にして要をえたエリザとメアリ・チャルクハーストの物語

腰と肩とがつながり生まれた姉妹

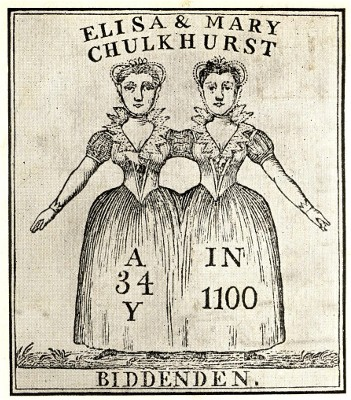
1808年のブロードサイドにみるイラスト。エリザという名がキャプションとしてつけられ、文章でも「エリザ」と名指している。肩のところが重なってみえる2人の女性。1枚のスカートを共有している。顔の特徴や髪の色などは定かでない

キリストに遅れること1100年、ケント州はビデンデンで広くこう呼ばれた

ビデンデンのおとめ、と

読者はこの1枚で知るだろう、さっきの土地に暮らして24年、1人にお迎えがくる

病に倒れてすぐに亡くなる、身体を切り離せと言われたもう1人、それをきっぱり断りこう言った

「一緒にやってきたんだから、一緒にやっていくわ」、空白の6時間

もう1人も病で亡くなる

その遺志によってビデンデンの教区委員とその後継には一区か一画の土地が贈られた

20エーカーはあるそこから、今じゃ年に40ギニー、普段そこでつくられるのは

この不思議な自然の業を記念した、1000ほどの巻き菓子で、2人の姿が押されてる

イースターの日曜には典礼を終えた正午過ぎ、お客さま皆に配られる

500人分のパンとチーズも切り分けて、教区の貧しい人に贈られる
1820年代にはビデンデンのおとめたちについての新たな記事が書かれており、それは彼女たちが埋葬された場所はビデンデン教会の説教壇そばにある斜めに線がはいった墓碑である、といった内容だった。1830年には復活祭の日を迎えるたびビデンデンはそこを訪れたものたちでごった返すという記録があり、「隣町や村から住民たちが引き寄せられるというのが慣わしになっており、皆が皆その起こりとなった物語の魅力にとりつかれ、そこで不作法なまでのお祭り騒ぎのなか一日を過ごすのだ」という。祝祭に集まる人間が増えることでその厳粛な空気は乱されるようになり、教区委員はそれを抑えるために人を割かなければならなくなった。ついには、施しを行う場所が教会から救貧院へと移されたが、やはり集まった人々が騒動を起こすのだった。1882年、ビデンデンの牧師たちは上部組織に祭典の運営を委ねることを申し合わせたが、カンタベリー大主教は施しを続けるようにと伝えている。パンやチーズ、ビスケットについてはこれまで通り、ただし無料でビールを配るのは粗野な人々が無用の混乱を招くとしてそれをやめるようにとのことだった。

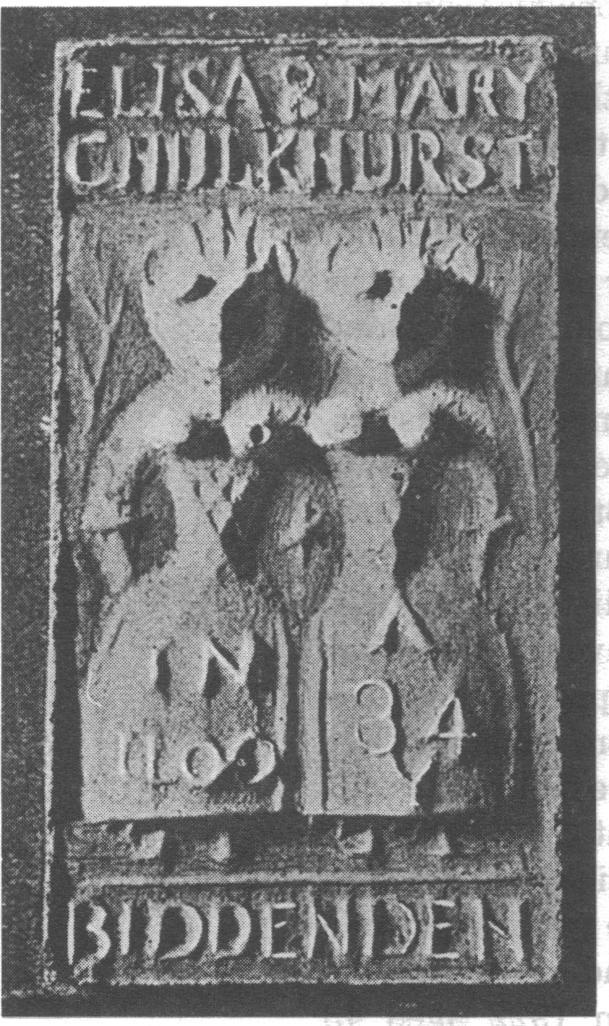
いびつながら2人の女性が並んで立っている姿があり、鼻は大きく円錐形の胸をあらわにしていて、腰のところが極端に細くて臀部は逆にかなり太い。2人とも腕が一本しかなく、肩はつながっているとおぼしい。頭からは炎に似た何かが立ち上っていて、彼女らの周りには木の枝がある。上には「エリザとメアリ・チャルクハースト」と書かれ、「ビデンデン」と下部に記されている。洋服のところには「1100年」とあるが、正しくは「A 34」と書かれたものである。クリンチが調べたかぎりでは最古の型枠であり、彼はそれが16世紀のものと考え、バランタインは1750年ごろだとしている。しかし19世紀に入るまで使われたことはないようで、名前も後世になって付け加えられたもののようである

1900年に古物収集家ジョージ・クリンチがビデンデンのおとめたちについて詳細きわまる調査をおこなっている。ビデンデンのビスケットの型板にある絵柄の衣服を調べ、そこに記されている数字の書法がメアリー1世の時代 (1553-1558) のものであると結論づけた。この時代は1775年に伝わっていた「250年前」という数字ともおおよそ矛盾せず、この検証から彼女たちの言い伝えは16世紀に起源をもつということがはっきりした 。そしてビデンデンのビスケットに刻まれる「1100年」という日付は「1500」と読むのが正しいのではないかとしている。また18世紀のビデンデンのビスケットに名前が刻まれていないのは、彫りそこねであるという説も披露された 。クリンチが調べたビスケットの型枠はオリジナルのものではなく、1775年に知られていた現存する最初期のビデンデンのビスケットのそれとはデザインが全く異なるというのはいかにもありそうなことだった 。1930年代の初めにウィリアム・コール・フィンチがその著書においてこの数字の混乱について説明しているが、それによれば「古風な書法による5という数は非常にしばしば1と読まれていた」。かつてのものと比べると、今作られているビスケットの質は嘆かわしい限りだ、とフィンチはいう。そもそも当時のビスケットは酵母を使わない無発酵パンであり、今よりずっと固かったのだ。

## 伝説の真贋
ビスケットの絵柄も含めて、双子を描いたもののほとんどで腰と肩がつながっている。そういった症例は理論的にはありうるものであるが、彼女たちの場合は腰だけでなく肩もつながっており、そういった双子が生存可能であったケースはいままで記録されていない。
彼女たちが実在の人物であることについては明らかな証拠が見つかるのだが、この双子が生きたのは実際には16世紀だというのがクリンチの主張である。一般に考えられていた12世紀始めという説が誤りであるというのは、その頃の雑誌や書物で彼女たちについて言及しているものは存在しないからである。しかしこの説には異論もある。ラザロとヨハネ・コロレド(1617-1646以後)という結合双生児の存在を世間に知らしめた兄弟がいたのだが、同じく身体の繋がった姉妹がサウス・イースト・イングランドで成年に達するまで生きていればもっと広く記録が残っているはずだというものである。

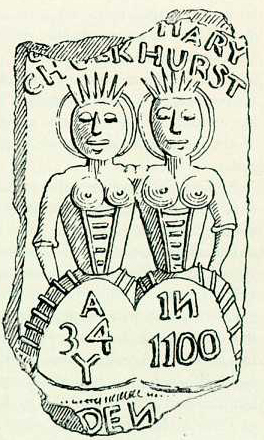
ビデンデンのビスケット(1896年）結合双生児の女性たちをデザインにあしらったビスケットの型版に「メアリ・チャルクハースト」という名前があり、「A 34 Y in 1000」とある。もう一方の角にも名前があったはずだが、欠けている

1895年に外科医のJ.W.バランタインがビデンデンのおとめの症例を奇形学の見地から考察し、彼女たちが実は臀結合体(骨盤の所で結合がみられる）だったのではないかと述べている。臀結合体の双子は歩く時に両腕が互いの肩にぶつかることで知られているため、絵の中の双子の肩がつながって描かれていることの説明がつくとバランタインはいう 。ミリーとクリスティーヌ・マコイはアメリカに渡り歌手として成功する以前にイギリスに住んでいたことがある臀結合体の姉妹だが、この症状をもって生まれても、成年に達することはありうるという例として知られている。
「エリザとメアリ・チャルクハースト」という名前がどの文献にも見つからず後世のものではつけ加えられている点についてはジョン・ボンデソンも説明を試みている。彼は、双子の存在を疑ったり生年が1100年であるという主張を安易に退けるべきではないという。中世の年代記はあまり確かなものではないとはいえ、「スコトラム・クロニクル」や「フォーマスターズ年代記」、「クロンマクノイズ年代記」など複数の史書から1100年前後に生まれた結合双生児についての記述が見つかるからだ。とはいえ、それらは全てアイルランドの歴史について書かれたもので、地理的に考えてケント州に言及しているはずがない。ボンデソンの結論は次のようなものである。臀部が結合していたマコイ姉妹は、ミリーが亡くなってから8時間後にクリスティーヌも息を引き取るのだが、このエピソードは伝説にあるビデンデンのおとめたちの6時間という数字をもっともらしいものにしているし、マコイ姉妹の例は、肩もつながっているチャルクハースト姉妹の姿はビデンデンのビスケットの絵柄を後世の人間が誤って解釈したものだというバランタインの説にも納得がいく 。ボンデソンは1770年以前には言い伝えの記録が残されていないということにも触れて、18世紀の教区の村民たちにとって物語をあえて偽造する動機はありそうもないと指摘している。

## 現代

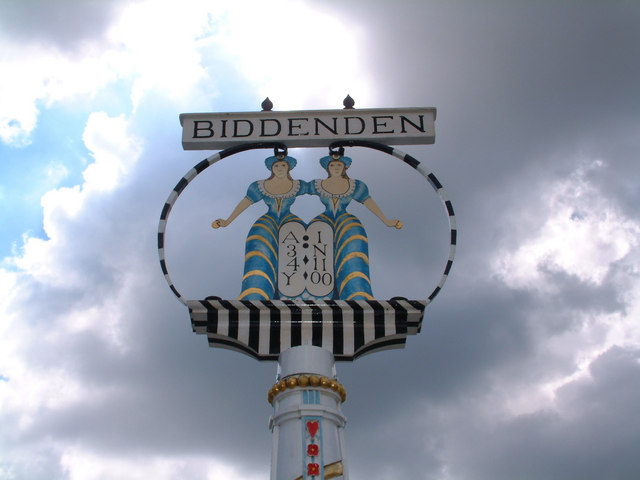
ビデンデンに立つ鉄製の飾り標識。双子の姿をみることができる(1920年代)

1907年にチャルクハーストの名を冠していた慈善事業は目的を同じくする他の団体と合併を行い 、今も公認のチャリティー団体として活動している 。パンとチーズのくには住宅地として売却され 、ビデンデンの囚人や寡婦へ復活祭ごとにパンやチーズ、紅茶を配ったり、クリスマスに現金を分け与えることができるまで規模が拡大した(1940年代と50年代はじめにはチーズの代わりにココアが供されている 、1951年には再びチーズが配られるようになった)。1920年代にはビデンデンの村の芝生に双子の姿を飾りにした鉄製の標識が立てられていた。
施しを行う伝統はいまも続いている。復活祭の月曜には紅茶、チーズ、そしてパンがその地域の寡婦や囚人たちにビデンデンのかつての救貧院の窓から差し出される。そして毎年の施しを受ける資格を持っているならば誰であろうとビデンデンのビスケットに与ることができ、その大きな釜で何年かおきに焼かれ、数を切らすまで貯蔵しておかれたビスケットは観光にそこを訪れる人々にとっても記念の品となる  。それは食べられないと思えるほどに固く焼き上げられ、土産ものとして保存がきくのである 。供されるパンは昔ながらの4枚切りの厚さのものだったのだが、ビデンデンにあった最後のパン屋が1990年代に店を閉め、かつてのならいの一つにも幕が下りた。